# Бэйвер, Эллисон
Эллисон Бэйвер (англ. Allison Baver, р.11 августа 1980 года) — американская шорт-трекистка, модель, актриса, бронзовый призёр Олимпийских игр 2010 года.

## Спортивная карьера
Эллисон Бэйвер родилась в 1980 году в Рединге, округ Беркс. В 11 лет Эллисон участвовала в национальном чемпионате по катанию на роликовых коньках в Филадельфии, штат Пенсильвания, а в средней школе Уилсона она была футболисткой и болельщицей UCA и UDA, танцовщицей и капитаном команды поддержки. Она не занималась катанием на коньках до окончания средней школы. Дочь Дикси и Брэдли Бэйвера-старшего, она является старшей из трех братьев и сестер, включая Кристал и Брэдли Бэйвера-младшего. 
В 14 лет она участвовала на чемпионате мира по роликовым конькам, а после переключилась на шорт-трек. Эллисон стала членом сборной США по шорт-треку с 2002 года и была в качестве запасной на Олимпийских играх 2002 года. В сезоне 2002/2003 годов на Кубке мира заняла в общем зачёте 16-е место. В 2003 году она получила степень бакалавра в области маркетинга и менеджмента в Университете штата Пенсильвания, а в 2007 году степень магистра делового администрирования в Нью-Йоркском технологическом институте.
В сезоне 2005-2006 годов она занимала третье место в общем мировом рейтинге. В сезоне 2003/2004 она стала 19-й в финале кубка мира, а на чемпионате мира в Гётеборге заняла в многоборье 25-е место и в эстафете была 6-й. На следующий год на чемпионате мира в Пекине с командой уже была 5-й в эстафетной гонке, а в личной зачёте стала 23-й. В том же сезоне 2004/2005 она выиграла шесть подиумов на Кубке мира, в том числе в Сагенее 2 серебра на дистанциях 500 и 1500 м и в Мэдисоне на 1500 м, а также 2 серебра и бронзу в эстафете. 
На зимних Олимпийских играх 2006 года в Турине, Бэйвер заняла 7-е место в соревнованиях на 500 м, заняв третье место в полуфинале А и столкнувшись с Катержиной Новотна из Чешской Республики в финале В, что вывело ее из гонки за 5-е место. В марте на чемпионате мира в Миннеаполисе вышла в суперфинал и заняла там 3-е место, но в общем зачёте заняла 5-е место. 
В феврале 2007 года она выиграла свой первый национальный чемпионат США, а в марте на чемпионате мира в Милане в заняла 5-е места в беге на 1000 и 1500 м, в эстафете поднялась с командой на 7-е место. В сезоне 2007/2008 На кубке мира взяла две бронзы на 1500 метров в Квебеке и Солт-Лейк-Сити. В 2008 году на чемпионате мира в Канныне заняла 13 место в общей классификации. Она побила мировой и американский рекорд в 2008 году на дистанции 1500 м и до сих пор является действующим американским рекордсменом на дистанции 1500 м.
В сезоне 2008/2009 Эллисон выиграла на Кубке мира с октября по декабрь две бронзы в беге на 1500 м в Нагано и Пекине и ещё бронзу в беге на 1000 м в Ванкувере. 8 февраля 2009 года она столкнулась с Кэтрин Ройтер на третьем круге дистанции 1500 м на Кубке мира в Софии и сломала ногу в нескольких местах. В одно мгновение ее голеностопный сустав, большеберцовая и малоберцовая кости были раздроблены, как, казалось, и её олимпийским мечтам пришёл конец.
Эллисон удвоила свои усилия. Движимая мыслями о семье, тренерах и болельщиках, которые так много жертвовали для нее, чтобы добиться этого, она посвятила себя хирургии, реабилитации, тренировкам и восстановлению своего места в олимпийской команде. За несколько драгоценных месяцев до олимпиады она прошла квалификацию на Олимпийские игры в Ванкувере. 
На зимних Олимпийских играх 2010 года в Ванкувере Бэйвер участвовала в трех соревнованиях. На дистанции 1500 м не прошла дальше полуфинала. На дистанции 1000 м была дисквалифицирована. В эстафете на 3000 м сборная США заняла четвертое место, но была награждена бронзовой медалью после того, как одна из команд была дисквалифицирована за нарушение и Эллисон Бэйвер вместе с подругами стали бронзовыми призёрами.
В октябре 2010 года она была назначена главным маршалом на праздновании дня возвращения Университета штата Пенсильвания в 2010 году. В 2014 году Эллисон Бейвер объявила о своем уходе из шорт-трека, чтобы сосредоточиться на своей модной карьере. В 2016 году была избрана на четырехлетний срок вице-президентом Ассоциации олимпийцев и паралимпийцев США. 

## Карьера в шоубизнесе
Эллисон известна как "самая прилежная спортсменка" по версии Sports Illustrated (2006) и за то, что у нее "лучшие ноги и самое горячее тело в спорте". Её интерес к моде зародился рано благодаря ее матери, которая была свадебной швеей. Она открыла модную линию одежды "Allison Baver New York", а также стала первой в истории олимпийской спортсменкой, подписавшей контракт с крупным модельным агентством "Wilhelmina Models NYC Sports Division" осенью 2008 года. 
В 2010 году основала фонд "Вне льда", базирующийся в Солт-Лейк-Сити, который предоставляет спортивные и образовательные программы по конькобежному спорту для школ и общин на международном уровне. Она также появлялась в журналах, включая снимки тела ESPN, Женское здоровье, мужское здоровье, Esquire, Muscle & Fitness, Living Social и Bloomberg Business Week. В 2015 году она появлялась в сериалах ABC "Экстремальный макияж", "Сваха-миллионер" от Браво и "Адская кухня" от NBC. 
Её любовь к исполнительству началась в детстве в качестве танцовщицы чечетки, джаза и балета в течение 9 лет. Она также была одной из ведущих телепроекта "ХОУП СПОРТ". В октябре 2016 года она в партнерстве с организацией Сьюзан Г. Комен пожертвовала часть продаж своей линии одежды для поддержки исследований рака молочной железы. В феврале 2018 года запустила свой дизайнерский бренд активной моды Allison Baver Sport. В октябре 2019 года Бэйвер создала свою компанию "Allison Baver Entertainment" в индустрии кино и телевидения.
Она находится под следствием за мошенничество с правительством США во время Covid-19, с мошенническими деловыми заявлениями о получении 10 миллионов долларов. Она утверждала, что в её компании, которую она основала в 2019 году и использовала свой домашний адрес, работали сотни людей. Нет никаких записей о том, что кто-либо, не говоря уже о более чем 10 людях, работал на нее. В январе 2022 года Бэйвер была доставлена в Федеральный суд в Солт-Лейк-Сити, где она признала себя невиновной по восьми пунктам обвинения в банковском мошенничестве и ещё одному пункту обвинения в отмывании денег. Если её признают виновной, ей может грозить до 30 лет тюрьмы по обвинению в банковском мошенничестве и 10 лет по обвинению в отмывании денег.
Она увлекается танцами, кино, шоппингом, походами в горы, занятиями йогой, тусовки и чаепитиями.

## Награды
- 2008 год - занесена в Зал спортивной славы Уилсона
- 2014 год - занесена в Зал спортивной славы Пенсильвании
- 2015 год - награждена гуманитарной премией All Sports United за свою благотворительную деятельность